# تپه چمن باشی
تپه چمن باشی مربوط به عصر مس است و در شهرستان ماهنشان، بخش مرکزی، دهستان قزل گچیلو، جنوب روستای مغانلو، چسبیده به خانه‌های روستا واقع شده و این اثر در تاریخ ۲۷ بهمن ۱۳۸۷ با شمارهٔ ثبت ۲۴۶۰۹ به‌عنوان یکی از آثار ملی ایران به ثبت رسیده است.